# Casa Ferran Guardiola
La Casa Ferran Guardiola o «Xinesa» és un edifici situat als carrers del Consell de Cent i de Muntaner de Barcelona, inclòs a l'Inventari del Patrimoni Arquitectònic de Catalunya. Destaca pel seu estil, que barreja estils art déco i modernista amb influència Sezession i diversos orientalismes insòlits.

## Història
Va ser projectada per l'arquitecte valencià Joan Francesc Guardiola Martínez en col·laboració amb Joan Gordillo i Nieto, per al seu germà Ferran.

## Descripció
Disposa d'una única façana exterior afrontada al xamfrà dels carrers del Consell de Cent i de Muntaner, i una petita façana interior afrontada al pati de l'illa. Consta de planta baixa, entresòl, principal, quatre pisos, àtic i sobreàtic, tot cobert per un terrat transitable. L'edifici comprèn dos finques indiferenciades en la façana, però amb accessos individuals que donen pas a dues zones de vestíbul i a dos celoberts en els quals s'hi localitzen les escales de veïns i els ascensors.
La façana, de gran monumentalitat, estructura les seves obertures en quinze eixos verticals de ritme regular, formant una composició axial a partir del punt central del xamfrà. Igualment està dividida en tres trams horitzontals.
El primer tram, amb parament de pedra, comprèn la planta baixa i l'entresòl. Les obertures estan emmarcades per monumentals columnes amb capitells inspirats en l'ordre jònic. Els portals principals, a la zona d'intersecció entre la zona de xamfrà i cadascú dels carrers on afronta l'edifici, són de doble alçat i coberts per un monumental arc inspirat en l'arquitectura oriental. La resta d'obertures corresponen a locals comercials.
El tram central està format per les quatre següents plantes, amb balcons correguts tancats per baranes de ferro a les tres primeres plantes i balcons individuals a l'última. En aquest tram i al superior, el parament està cobert amb estuc groguenc amb estilitzats esgrafiats geomètrics i vegetals de color vermell.
L'últim tram està marcat per la cornisa motllurada de coronament, que amaga l'àtic, enretirat de la línia de façana. L'eix de simetria de l'edifici, situat al centre del xamfrà, està remarcat per un conjunt vertical amb una amplada de tres obertures que trenca l'esquema descrit. Al tram central hi ha dos tribunes, on la superior sustenta per mitjà de dos columnes un balcó poligonal. En aquest eix l'àtic s'apunta a la façana, amb una voluminosa torre, on s'ubica el sobreàtic, rematada per dos monumentals pinacles.
Els dos portals d'accés permeten accedir als vestíbuls, amb la mateixa planta, cadascun decorat amb una tonalitat de color. Aquest donen accés als celoberts, també diferenciats en planta, on es troben al centre els antics ascensors i al fons les escales que permeten accedir a les diverses propietats horitzontals.